# Каср-эс-Сир
Каср-эс-Сир (ивр. קסר א-סיר‎, араб. قصر السر‎) — бедуинская деревня в Южном округе Израиля, в 3 км к западу от Димоны. Подпадает под юрисдикцию регионального совета Неве-Мидбар.

## История
После многих лет непризнанного статуса, деревня Каср-эс-Сир получила официальное признание со стороны государства после постановления правительства 881 от 29 сентября 2003 года, в котором были признаны восемь ранее незаконных поселений бедуинов на севере Негева. Уборка дорог, воды, сточных вод и электричества в домах города с тех пор была санкционирована правительством. С тех пор, как деревня официально была признана государством, многие дома были построены из повторно использованного лома и не соответствуют действующим Израильским строительным нормам, поэтому деревня нуждается в огромных инвестициях.
Когда 5 ноября 2012 года региональный совет Абу-Басма был демонтирован приказом Министерства внутренних дел Израиля, а вместо него были созданы два новых региональных совета, Каср-эс-Сир стал частью одного из них - регионального совета Неве-Мидбар.

## Население
По данным Центрального статистического бюро Израиля, население на начало 2020 года составляло 2 460 человек.